# Plecoptera rufirena
Plecoptera rufirena är en fjärilsart som beskrevs av George Francis Hampson 1906. Plecoptera rufirena ingår i släktet Plecoptera och familjen nattflyn. Inga underarter finns listade i Catalogue of Life.